# Diogo Sclebin
Diogo Sclebin (Rio de Janeiro, 6 de maio de 1982) é um triatleta profissional brasileiro. 

## Carreira
Competidor do circuito da WTS, Ele participou dos Jogos Pan-Americanos de 2011

### Londres 2012
Sclebin em sua primeira participação nos Jogos na Olimpíada de Londres 2012, terminou na 44º colocação.

### Rio 2016
Sclebin competiu nos Jogos Olímpicos de Verão de 2016, no Rio de Janeiro, Brasil, tendo ficando em 41º lugar com o tempo de 1:52.32.